# 안승인
안승인(1973년 3월 14일 ~ )은 대한민국의 은퇴한 축구 선수이자 현 지도자이다. 선수 시절 포지션은 공격수이다. 현재 부산 아이파크의 코치이다.

## 축구인 경력

### 선수 경력
1999년 K리그 드래프트에서 부천 SK의 지명을 받고 입단하였다. 2004시즌까지 91경기에 출전해 5골을 기록했다.
2005시즌을 앞두고 내셔널리그의 고양 국민은행에 입단했다. 2005년 5월 27일에 열린 강릉시청과의 경기에서 국민은행 입단 이후 첫 골을 기록했다.

### 지도자 경력
은퇴 후 대전 시티즌에서 스카우트로 재직하다 2008년 관동대학교 축구부 코치로 부임하였다. 2012년엔 정식 감독으로 승격되었다. 2015년 강원 FC의 코치로 부임하였다.
2016 시즌을 앞두고 충주 험멜의 감독으로 부임하며 첫 프로팀 감독 생활을 시작하였다.